# Брце
Брце (словен. Brce) — поселення в общині Ілірська Бистриця, Регіон Нотрансько-крашка, Словенія. Висота над рівнем моря: 493,7 м.